# Trimma
Genre
Trimma est un genre de poissons de la famille des Gobiidae. 

## Liste d'espèces
Selon FishBase 20 04 2020
- Trimma abyssum  Allen, 2015
- Trimma agrena  Winterbottom & Chen, 2004
- Trimma anaima  Winterbottom, 2000
- Trimma annosum  Winterbottom, 2003
- Trimma anthrenum  Winterbottom, 2006
- Trimma aturirii  Winterbottom & Erdmann & Cahyani, 2015
- Trimma avidori  (Goren, 1978)
- Trimma barralli  Winterbottom, 1995
- Trimma bathum  Winterbottom, 2017
- Trimma benjamini  Winterbottom, 1996
- Trimma bisella  Winterbottom, 2000
- Trimma blematium  Winterbottom & Erdmann, 2018
- Trimma burridgeae  Winterbottom, 2016
- Trimma caesiura  Jordan & Seale, 1906
- Trimma capostriatum  (Goren, 1981)
- Trimma cana  Winterbottom, 2004
- Trimma caudipunctatum  Suzuki & Senou, 2009
- Trimma cheni Winterbottom, 2011
- Trimma chledophilum  Allen, 2015
- Trimma christianeae  Allen, 2019
- Trimma corallinum  (Smith, 1959)
- Trimma corerefum  Winterbottom, 2016
- Trimma dalerocheila  Winterbottom, 1984
- Trimma emeryi  Winterbottom, 1985
- Trimma erdmanni  Winterbottom, 2011
- Trimma erwani  Viviani & Williams & Planes, 2016
- Trimma eviotops  Schultz, 1943
- Trimma fangi  Winterbottom & Chen, 2004
- Trimma fasciatum  Suzuki & Sakaue & Senou, 2012
- Trimma filamentosus  Winterbottom, 1995
- Trimma finistrinum  Winterbottom,  2017
- Trimma fishelsoni  Goren, 1985
- Trimma flammeum  (Smith, 1959)
- Trimma flavatrum  Hagiwara & Winterbottom, 2007
- Trimma flavicaudatum  (Goren, 1982)
- Trimma fraena  Winterbottom, 1984
- Trimma fucatum  Winterbottom & Southcott, 2007
- Trimma gigantum  Winterbottom & Zur, 2007
- Trimma grammistes  (Tomiyama, 1936)
- Trimma griffithsi  Winterbottom, 1984
- Trimma habrum  Winterbottom, 2011
- Trimma haima  Winterbottom, 1984
- Trimma haimassum  Winterbottom, 2011
- Trimma halonevum  Winterbottom, 2000
- Trimma hamartium  Winterbottom, 2018
- Trimma hayashii  Hagiwara & Winterbottom, 2007
- Trimma helenae  Winterbottom & Erdmann & Cahyani, 2014
- Trimma hoesei  Winterbottom, 1984
- Trimma hollemani  Winterbottom, 2016
- Trimma hotsarihiensis  Winterbottom, 2009
- Trimma imaii  Suzuki & Senou, 2009
- Trimma insularum  Winterbottom  &  Hoese,  2015
- Trimma irinae  Winterbottom,  2014
- Trimma kardium  Winterbottom &  Erdmann  &  Cahyani,  2015
- Trimma kitrinum  Winterbottom  &  Hoese,  2015
- Trimma kudoi  Suzuki & Senou, 2008
- Trimma lantana  Winterbottom & Villa, 2003
- Trimma lutea  Viviani & Williams & Planes, 2016
- Trimma macrophthalmus  (Tomiyama, 1936)
- Trimma maiandros  Hoese & Winterbottom & Reader, 2011
- Trimma marinae  Winterbottom, 2005
- Trimma matsunoi  Suzuki & Sakaue & Senou, 2012
- Trimma meityae  Winterbottom & Erdmann, 2018
- Trimma mendelssohni  (Goren, 1978)
- Trimma meranyx  Winterbotton & Erdmann & DitaCahyani, 2014
- Trimma meristum  Winterbottom & Hoese, 2015
- Trimma milta  Winterbottom, 2002
- Trimma multiclitellum  Allen, 2015
- Trimma nasa  Winterbottom, 2005
- Trimma nauagium  Allen, 2015
- Trimma naudei  Smith, 1957
- Trimma necopinum  (Whitley, 1959)
- Trimma nomurai  Suzuki & Senou, 2007
- Trimma okinawae  (Aoyagi, 1949)
- Trimma omanensis  Winterbottom, 2000
- Trimma pajama  Winterbotton & Erdmann & DitaCahyani, 2014
- Trimma papayum  Winterbottom, 2011
- Trimma pentherum  Winterbottom & Hoese, 2015
- Trimma preclarum  Winterbottom, 2006
- Trimma putrai  Winterbottom & Erdmann & Mambrasar, 2019
- Trimma quadrimaculatum  Hoese & Bogorodsky & Mal, 2015
- Trimma randalli  Winterbottom & Zur, 2007
- Trimma readerae  Winterbottom & Hoese, 2015
- Trimma rubromaculatum  Allen & Munday, 1995
- Trimma sanguinellus  Winterbottom & Southcott, 2007
- Trimma sheppardi  Winterbottom, 1984
- Trimma sostra  Winterbottom, 2004
- Trimma squamicana  Winterbottom, 2004
- Trimma stobbsi  Winterbottom, 2001
- Trimma striatum  (Herre, 1945)
- Trimma tauroculum  Winterbottom & Zur, 2007
- Trimma taylori  Lobel, 1979
- Trimma tevegae  Cohen & Davis, 1969
- Trimma trioculatum  Winterbottom & Erdmann & Cahyani, 2015
- Trimma unisquame  (Gosline, 1959)
- Trimma volcana  Winterbottom, 2003
- Trimma wangunui  Winterbottom & Erdmann, 2019
- Trimma winchi  Winterbottom, 1984
- Trimma winterbottomi  Randall & Downing, 1994
- Trimma woutsi  Winterbottom, 2002
- Trimma xanthochrum  Winterbottom, 2011
- Trimma xanthum  Winterbottom & Hoese, 2015
- Trimma yanagitai  Suzuki & Senou, 2007
- Trimma yanoi  Suzuki & Senou, 2008
- Trimma yoshinoi  Suzuki, Yano & Senou, 2015
- Trimma zurae  Winterbotton & Erdmann & DitaCahyani, 2014

## Référence
- Jordan & Seale, 1906 : The fishes of Samoa. Description of the species found in the archipelago, with a provisional check-list of the fishes of Oceania. Bulletin of the Bureau of Fisheries, vol. 25, p. 173-455.